# Mugamoodi
『Mugamoodi』は、2012年に公開されたインドのタミル語スーパーヒーロー映画。ミシュキンが監督・脚本を務め、主要キャストとしてジーヴァー、プージャー・ヘーグデー、ナレーンが出演している。『Mask』のタイトルでテルグ語吹替版、『Mahabali Ek Super Hero』のタイトルでヒンディー語吹替版がそれぞれ公開された。

## キャスト
- アーナンド - ジーヴァー（英語版）
- シャクティ・ガウラヴ - プージャー・ヘーグデー
- アングチャーミー - ナレーン（英語版）
- アーナンドの祖父 - ギリーシュ・カルナード（英語版）
- ガウラヴ - ナーサル
- マスター・チャンドゥ - セルヴァ（英語版）
- アーナンドの父 - アードゥカラム・ナレン（英語版）
- シャクティの母 - アヌパマ・クマール（英語版）
- 警察委員長 - クリシュナ・クマール（英語版）
- アーナンドの友人 - アードゥカラム・ムルガダース（英語版）
- ヴィジ - カライヤラサン（英語版）

## 製作

### 企画
2008年9月、UTVモーション・ピクチャーズがミシュキンの脚本「Mugamoodi (Mask)」の製作に合意し、スーリヤを主演俳優に起用することが発表された。同年後半からプリプロダクションが始まり、この時点では「Agni Puthran」の別名でも報じられていた。製作費として5億ルピーが投じられ、音楽監督としてA・R・ラフマーンが起用され、スーリヤは空手家役を演じることが報じられた。しかし、2009年7月にスーリヤが降板し、新たな主演候補となったヴィシャールとの交渉も不調に終わったため、ミシュキンは製作を中断した。製作が中断したため、ミシュキンは製作を離れてホラー映画の脚本執筆に移った。

### キャスティング
2010年10月、アーリヤがUTVモーション・ピクチャーズに代わりN・リンガサーミのティルパティ・ブラザースとの間に出演契約を結んだものの、数か月以内にアーリヤとリンガサーミも降板している。2011年6月、ムンバイに拠点を置く企業が製作を引き継ぎ、『Ko』の成功を受けてジーヴァーが主演俳優に起用された。同月下旬にはミシュキン監督映画『Chithiram Pesuthadi』『Anjathe』に出演したナレーンが、『ダークナイト』『バットマン ビギンズ』のジョーカー、スケアクロウを彷彿とさせるキャラクターを演じることが発表された。ナラインは自身が演じるキャラクターについて、「完全に残忍な悪役」と語っている。7月初旬にはアマラ・ポールが主演女優に起用されたと報じられたが、彼女は報道を否定し、UTVモーション・ピクチャーズもアマラ・ポールと出演交渉した事実はないと発表した。最終的にはミス・ユニバース・インディア準優勝者のプージャー・ヘーグデーが主演女優に起用された。音楽監督にはミシュキン監督映画『Yuddham Sei』に参加経験のあるKが起用され、マダン・カールキが作詞を手掛けることになった。11月にアッキネーニ・ナゲシュワラ・ラオとプラカーシュ・ラージの起用が報じられたが、後にアッキネーニ起用は誤報であり、正確にはギリーシュ・カルナードが出演することが確認された。12月にナーサルが警官役で出演することが発表され、同時にプージャーはジーヴァーの恋人役を演じることが明かされた。

### 特殊効果・デザイン
映画に登場する高級ガジェットはインド工科大学がデザインし、キャラクターの衣装や外見のデザインは国立ファッション工科大学が手掛けている。特殊効果はロサンゼルスに拠点を置く企業が手掛け、アクションシーンの振り付けは香港のスタントマンが手掛けている。衣装デザインはガブリエラ・ウィルキンズが担当し、ジーヴァが着用する衣装は重量が10キログラム以上となっている。

### 撮影

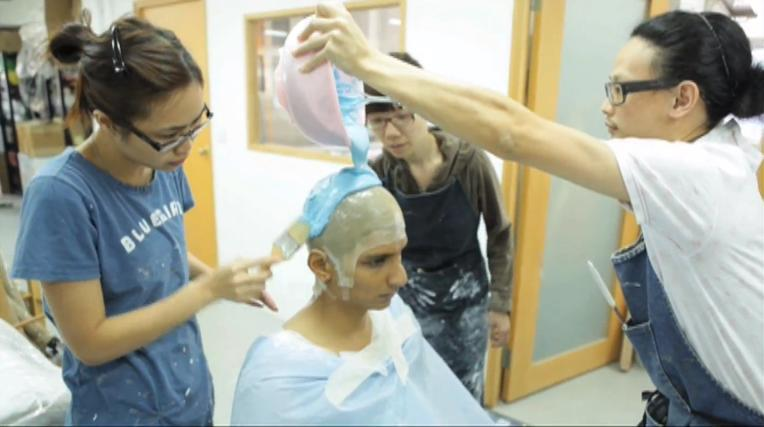
撮影のため香港でボディヘッドの型取りを行うジーヴァー

2011年12月12日から撮影が始まり、オープニングのカンフーのシーンが撮影された。撮影はチェンナイ・トリプリケーン周辺で夜間に行われ、ジーヴァーとナレーンのアクションシーンはテラスで撮影された。ミシュキンは20日間の撮影スケジュールを組み、クライマックスシーンの撮影をカーライッカールで行った。この他にAVMスタジオに作られた病院のセットやヴィクトリア・ホール、聾唖学校でも撮影が行われた。カーライッカールでのアクションシーンには、香港のスタントコーディネーターのトニー・レオン、シウ・フンが参加している。
報道によると、ジーヴァーとナレーンは撮影のために嵩山少林寺の武道家からトレーニングを受けている。クライマックスシーンには多数の若手アーティストグループが参加しており、彼らはチェンナイのマンスリア・カンフーYMCAで6か月以上のトレーニングを受けている。カンフーシーンの大半はグランド・マスターのR・シェーカルが指導している。

## 公開
衛星放送権はSun TVが取得し、中央映画認証委員会からは「U」認証を受けた。2012年8月31日に劇場公開された。ミシュキンは『Mugamoodi』の続編を毎年公開するシリーズ化を計画している。6月29日にサティヤム・シネマズで予告編公開イベントが行われた。タミル・ナードゥ州では500スクリーン以上で公開され、周辺の州でも多くのスクリーン数で公開されたほか、デリーやムンバイでも公開された。海外市場ではスリランカ、マレーシア、シンガポール、カナダ、イギリス、アメリカ合衆国で公開された。

## 評価

### 批評

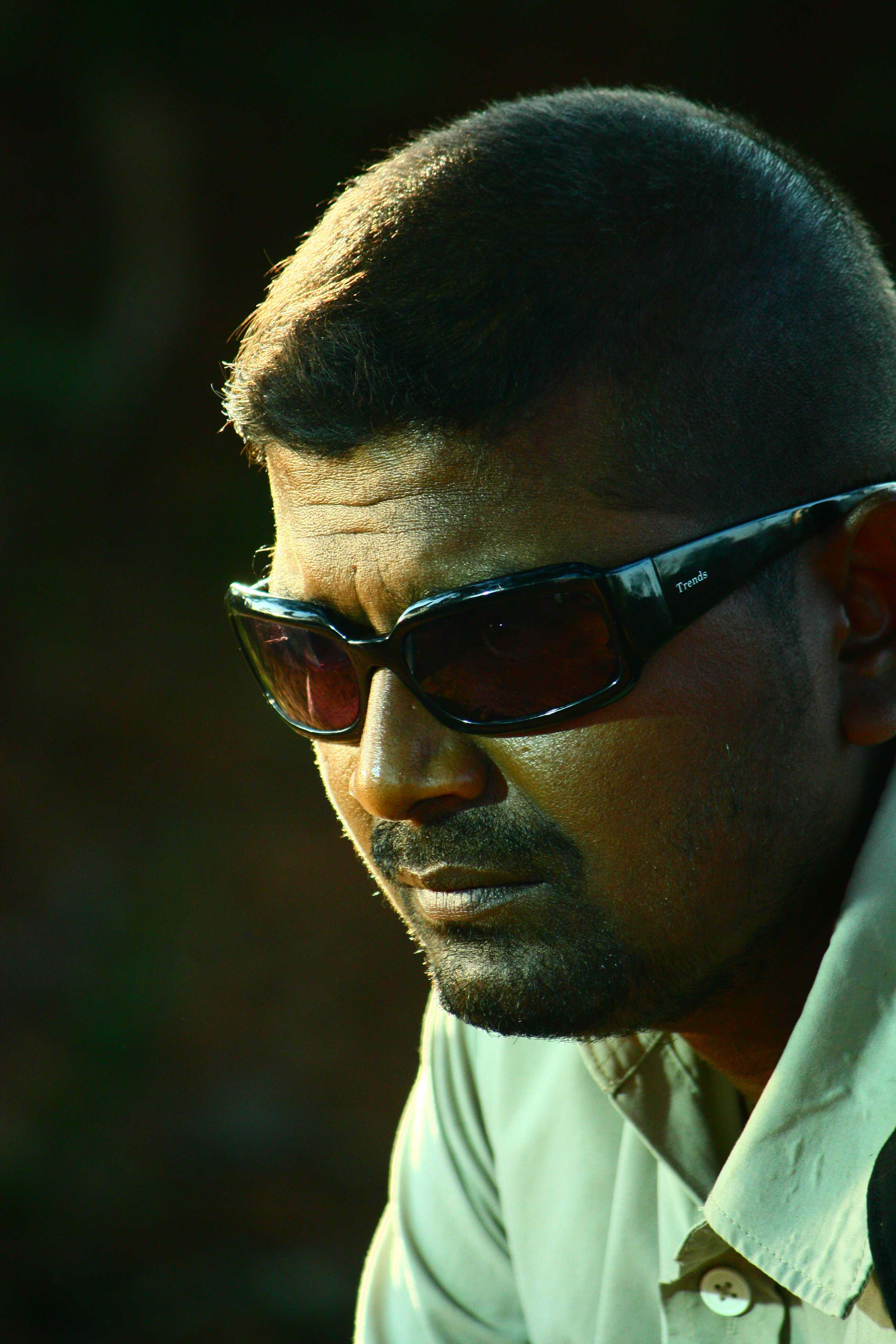
ミシュキン

IBNは「西洋と東洋のアクション映画を愛する人のために『Mugamoodi』は両方の要素を持っており、いくらかの喜びを提供している」と批評している。Behindwoodsは3.5/5の星を与え、「前半は展開が早くて後半になると遅くなるが、キャストとスタッフの全体的なパフォーマンスと努力によって、それを補っている」と批評している。ザ・ヒンドゥーのマラーティー・ランガラージャンは「ミシュキンが可能な限り『Mugamoodi』を本物に見せようと努力したことは賞賛に値する」と批評している。oneindia.inのプラカーシュ・ウパディヤは3.5/5の星を与えている。
Sifyは映画を「平均的な映画で、鑑賞するのは一回限り」と表現し、「Kの映画音楽は素晴らしいが、キチンとした脚本と演出が欠けている」と批評している。Rediff.comのパヴィトラ・スリニヴァサンは3.5/5の星を与え、「ヒット映画の要素を全て備えていたが、失望に終わった」と批評している。Nowrunning.comのローヒト・ラーマチャンドランは1.5/5の星を与え、「欠陥が多く、全く面白くない」と批評している。In.comのヴィヴェーク・ラムザは3.5/5の星を与え、「『Mugamoodi』はバットマンではなく、カンダスワミーが再登場しただけだ!」と批評している。
映画音楽について、Rediff.comは「『Mugamoodi』の音楽は、あなたの注意を引き付けるでしょう」、Milliblogは「Kの熱意に欠けるサウンドトラック」、 Behindwoodsは「全体的に、この音楽はスーパーヒーローが空高く舞い上がるための良いプラットフォームとなった」とそれぞれ批評している。

### ノミネート
| 映画賞                  | 部門                       | 対象                   | 結果       | 出典   |
| ----------------------- | -------------------------- | ---------------------- | ---------- | ------ |
| 第2回南インド国際映画賞 | タミル語映画部門新人女優賞 | プージャー・ヘーグデー | ノミネート | [ 49 ] |
| 第2回南インド国際映画賞 | タミル語映画部門悪役賞     | ナレーン               | ノミネート | [ 49 ] |